# 爱珍多龙属
愛珍多龍属（學名：Azendohsaurus）是主龍形下綱的一屬，是種植食性動物，生活於中三疊紀的摩洛哥。牠只有一個部份的頜部碎片及一些牙齒，原本被認為是屬於原蜥腳下目或鳥臀目恐龍。新的研究顯示牠並非一種恐龍，屬於主龍形下綱（但不屬於主龍形類），獨自演化出類似植食性恐龍的特徵。根據在馬達加斯加發現的新化石，顯示愛珍多龍並非恐龍，而是主龍形下綱的原始物種，不屬於主龍形類。愛珍多龍獨自演化出許多類似植食性恐龍的特徵。
模式種是拉魯斯氏愛珍多龍（A. laaroussi），是由J. M. Dutuit於1972年命名的，化石只有頜部骨頭、牙齒，具有葉狀牙齒、適合撕咬的鋸齒邊緣，類似某些植食性恐龍。在2010年，第二個種被命名，馬達加斯加愛珍多龍（A. madagaskarensis），化石是更完整的身體骨骼，其特徵顯示牠們是主龍形下綱的原始物種。

## 外部連結
- Azendohsaurus in The Dinosaur Encyclopaedia （页面存档备份，存于） on Dino Russ' website